# Дронжево
Дронжево (пол. Drążewo) — село в Польщі, у гміні Сонськ Цехановського повіту Мазовецького воєводства.
Населення — 134 особи (2011).
У 1975-1998 роках село належало до Цехановського воєводства.

## Демографія
Демографічна структура станом на 31 березня 2011 року:
|          | Загалом | Допрацездатний вік | Працездатний вік | Постпрацездатний вік |
| -------- | ------- | ------------------ | ---------------- | -------------------- |
| Чоловіки | 69      | 21                 | 38               | 10                   |
| Жінки    | 65      | 10                 | 37               | 18                   |
| Разом    | 134     | 31                 | 75               | 28                   |